# The Skeleton Dance
The Skeleton Dance er en animeret kortfilm fra 1929, som er den første i Silly Symphony -serien, og som er produceret og instrueret af Walt Disney og animeret af Ub Iwerks. I filmen  danser fire menneskelige skeletter og laver musik på en uhyggelig kirkegård - et moderne filmeksempel på middelalderlige europæiske " dans macabre ".